# Raúl Viver
Raúl Antonio Viver (Guayaquil, 17 marzo 1961) è un allenatore di tennis ed ex tennista ecuadoriano.

## Carriera
In carriera ha raggiunto nel singolare la 94ª posizione della classifica ATP, mentre nel doppio ha raggiunto il 184º posto. Nei tornei del Grande Slam ha ottenuto il suo miglior risultato raggiungendo i quarti di finale di doppio misto all'Open di Francia nel 1986, in coppia con l'argentina Mariana Pérez-Roldán.
In Coppa Davis ha disputato un totale di 28 partite, ottenendo 15 vittorie e 13 sconfitte.